# Triozidae
Le trioze (Triozidae) sono una famiglia cosmopolita di insetti dell'ordine dei Rincoti Omotteri, superfamiglia Psylloidea. Costituiscono il raggruppamento più importante della superfamiglia dopo la famiglia degli Psyllidae.

## Descrizione
Sono insetti di piccole dimensioni, con corpo lungo 3-7 mm, alato e con capo largo quanto il torace.
Il capo porta antenne di 10 articoli, provvisto di due prolungamenti detti coni frontali o geno-frontali. L'apparato boccale è di tipo pungente-succhiante, con rostro di tre segmenti.

Morfologia dell'ala anteriore dei Triozidae
Legenda: spn: spine apicali; r, m, cu: cellule. Nervature: C+Sc: costa + subcosta; R+M+Cu: vena basale; Rs: settore radiale; M: rami della media; Cu: rami della cubito.

Le ali sono membranose, quelle anteriori leggermente sclerificate. La morfologia della venulazione dell'ala anteriore si differenzia marcatamente da quella di tutte le altre famiglie degli Psylloidea per l'assenza dello pterostigma e, soprattutto, per la ramificazione della vena basale: la separazione tra la media e la cubito avviene già dalla suddivisione della vena basale. Questa si ramifica perciò in tre diramazioni: una anteriore, la radio, una mediana, la media, una posteriore, la cubito.
Le zampe hanno tarsi biarticolati e le posteriori sono adattate al salto, con femori leggermente ingrossati.
Una caratteristica morfologica che differenzia le ninfe è il prolungamento degli abbozzi alari in due lobi protesi in avanti (lobi omerali).

## Biologia
Come gli Psillidi, le Trioze sono associate a piante appartenenti ad un'ampia gamma tassonomica, fra cui predominano le Annonales e delle Asterales. Non vi sono invece trioze associate alle Leguminose. Le neanidi sono spesso galligene.

## Sistematica
La famiglia era in passato inclusa in un'unica famiglia, quella degli Psyllidae, che faceva capo alla superfamiglia degli Psylloidea. Questo inquadramento tassonomico è ancora adottato in alcune fonti, ma la maggior parte degli Autori concorda, attualmente, nell'elevazione dei Triozidae al rango di famiglia, distinguendola dalla famiglia degli Psyllidae e dalle altre famiglie minori.
La famiglia comprende 1005 specie ripartite fra 71 generi (di cui 2 fossili):
- Aacanthocnema Tuthill & Taylor, 1955
- Acanthocasuarina Taylor, 2011
- Afrotrioza Hollis, 1984
- Anomocephala Tuthill, 1942
- Asiotrioza Li, 2011
- Bactericera Puton, 1876
- Baeoalitriozus Li, 2011
- Berchemitrioza Li, 2011
- Calinda Blanchard, 1852
- Casuarinicola Taylor, 2010
- Cecidotrioza Kieffer, 1908
- Ceropsylla Riley, 1885
- Cerotrioza Crawford, 1918
- Chouitrioza Li, 1989
- Colopelma Enderlein, 1926
- Conicotrioza Li, 2005
- Crawforda Caldwell, 1940
- Dolichotrioza Li, 2002
- Dyspersa Klimaszewski, 1968
- Egeirotrioza Boselli, 1931
- Engytatoneura Loginova, 1972
- Eotrioza Konovalova, 1987
- Epitrioza Kuwayama, 1910

- Eryngiofaga Klimaszewski, 1968
- Eutrioza Loginova, 1964
- Furcitrioza Li, 2011
- Genotriozus Li, 2011
- Hemischizocranium Tuthill, 1956
- Hemitrioza Crawford, 1914
- Heterotrioza Dobreanu & Manolache, 1960
- Hevaheva Kirkaldy, 1902
- Hippophaeotrioza Conci & Tamanini, 1984
- Izpania Klimaszewski, 1962
- Kuwayama Crawford, 1911
- Lauritrioza Conci & Tamanini, 1986
- Leptotrioza Miyatake, 1972
- Leptynoptera Crawford, 1919
- Leuronota Crawford, 1914
- Levidea Tuthill, 1938
- Megatrioza Crawford, 1915
- Metatrioza Tuthill, 1939
- Myotrioza Taylor, 2016
- Neolithus Scott, 1882
- Neotrioza Kieffer, 1905
- Neotriozella Crawford, 1911
- Nothotrioza Burckhardt, 2013

- Ozotrioza Kieffer, 1905
- Parastenopsylla Yang, 1984
- Pariaconus Enderlein, 1926
- Pauropsylla Rübsaamen, 1899
- Paurotriozana Caldwell, 1940
- Petalolyma Scott, 1882
- Phylloplecta Riley, 1884
- Powellia Maskell, 1889
- Pseudotrioza Miyatake, 1972
- Rhegmoza Enderlein, 1918
- Rhinopsyllida Klimaszewski, 1997 (fossile)
- Schedoneolithus Tuthill, 1959
- Schedotrioza Tuthill & Taylor, 1955
- Siphonaleyrodes Takahashi, 1932
- Spanioza Enderlein, 1926
- Stenopsylla Kuwayama, 1910
- Swezeyana Caldwell, 1940
- Torulus Li, 1991
- Trachotrioza Li, 2011
- Trichochermes Kirkaldy, 1904
- Trioacantha Klimaszewski, 1998 (fossile)
- Trioza Foerster, 1848
- Triozoida Crawford, 1911
- Trisetitrioza Li, 1995